# Bárbara Rose
Bárbara Ellen Rose (Washington, D. C., 11 de junio de 1936-Concord, 25 de diciembre de 2020) fue una historiadora de arte estadounidense, crítica de arte, comisaria de exposiciones y profesora universitaria.

## Formación
Rose nació en Washington D. C., hija de Lillian Rose (nacida Sand) y Ben Rose, quién poseía una tienda de licores. Rose era judía. Se graduó en el Calvin Coolidge Institut.
Con 16 años se matriculó en el Smith College, pero después de un año se transfirió a Barnard College, donde recibió un B.A. en 1957.
En 1984, recibió su doctorado, un PhD en Historia del Arte en la Universidad de Columbia en Nueva York donde estudió con Meyer Schapiro, Julius S. Held, y Rudolf Wittkower. El tema de su tesis fue la pintura española del siglo XVI. En su disertación la Universidad aceptó "varios libros de Rose, publicados entre 1970-1983"
Rose también estudió en el New York University Institute of Fine Arts con Walter W.S. Cook. A través del cineasta Michael Chapman, Rose estuvo conectada con muchos artistas de Nueva York.

## Carrera profesional
Animada por el crítico e historiador de arte Michael Fried, Rose empezó a escribir crítica de arte, en 1963 comenzó la publicación mensual "New York Letter" en la revista Art International. De 1962 hasta que 1965, Rose fue corresponsal de Nueva York para el Art Internacional. Entre los años 1960 y 1980, contribuyó y editó revistas y periódicos, incluyendo Vogue Arte en América, Artforum, y Partisan Revisión. 
De 1970 hasta que 1971, Rose fue la primera directora del museo Irvine de la Universidad de California.
De 1970 a 1987, Rose fue asesora de Condé Nast y de GSA en el programa el "Arte en la Arquitectura" 1990 a 1992.
De 1971 hasta que 1977, Rose fue crítica de arte en la revista de New York, donde en 1972 recibió un Premio, El Front Page Award por su artículo "Artists with convictions" qué describió el programa de arte para los reclusos de la Manhattan House of detention for men.
En 1975, Rose dio clases de arte en el centro penitenciario de la ciudad de Nueva York. De 1981 hasta que 1985, Rose fue sénior curator en el Museo de Bellas artes de Houston, donde comisarió exposiciones como la de "Miró en América" y "Fernand Léger y el Espíritu Moderno: Una Alternativa de Vanguardia al Arte No Objetivo," ambos en 1982.
En 1983, Rose comisarió la primera retrospectiva de la artista Lee Krasner, en el Museo de Bellas artes de Houston y en el Museo de Arte Moderno de la Ciudad de Nueva York. Fue directora fundadora del Katzen Arts Center en America University.
Rose fue profesora en numerosas instituciones como el Hunter College, en la Sarah Lawrence University de California, Irvine, Universidad de California, San Diego, Universidad de Yale, entre otras instituciones.

## Legado
En octubre de 1965, Rose publicó el ensayo "ABC Arte" en la revista Art in América, en qué describió las características fundamentales del arte mínimal. En su ensayo, Rose consideró las diversas raíces del minimalismo en el trabajo de Kasimir Malevich y Marcel Duchamp así como la coreografía de Merce Cunningham, la crítica de arte de Clement Greenberg, la filosofía de Wittgenstein, y las novelas de Alain Robbe-Grillet. Al examinar las raíces históricas de arte mínimo en los años 1960 en América, Rose destacó la diferencia entre Malevich "buscar lo trascendental, universal, absoluto" y Duchamp "denegación de de la existencia de valores absolutos". Rose argumentaba en "ABC Arte" que la escultura minimalista era lo máximo cuando a la audiencia le resultaba: "difícil, hostil, incómodo y excesivo". Rose agrupó algunos de los artistas de los 1960 cercanos a Malevich, y otros, los cercanos a Duchamp, y algunos entre los dos; argumentando que el trabajo de algún artista minimalistsa constituyó una "síntesis" de Malevich y Duchamp. Más cercano a Malevich eran Walter Darby Bannard, Larry Zox, Robert Huot, Lyman Kipp, Richard Tuttle, Jan Evans, Ronald Bladen, Anne Truitt. Más cercano a Duchamp eran Richard Artschwager y Andy Warhol. Entre Malevich y Duchamp situó a Robert Morris, Donald Judd, Carl Andre, y Dan Flavin. Su conclusión era que el arte mínimo es ambos trascendental y negativo:
El arte del que he estado hablando es obviamente un arte negativo de negación y renuncia. Tal ascetismo prolongado es normalmente la actividad de los contemplativos o místicos... Como el místico, en su trabajo estos artistas niegan el ego y la personalidad individual, buscando evocar, al parecer, el estado semihipnótico de la inconsciencia en blanco.
También realizó estudios sobre el contraste entre el arte mínimo con el Arte pop:
...si el arte pop es el reflejo de nuestro entorno, quizás el arte que he estado describiendo es su antídoto, aunque sea difícil de tragar.
Rose fue también reconocida por popularizar el término Neo-Dada.

## Vida personal
Rose estuvo casada cuatro veces con tres hombres. En 1959, se casó con Richard Du Boff, un historiador de economía. El matrimonio acabó en divorcio después de un año. Un año más tarde, en octubre de 1961 en Londres, se casó con el artista Frank Stella. Tuvieron dos hijos, Rose y Stella, se divorciaron en 1969. Se casó por tercera vez con Jerry Leiber, con el cual también acabó en divorcio. Rose se volvió a casar con su primer marido Richard Du Boff hasta su muerte.
Rose falleció el 25 de diciembre de 2020 en Concord, New Hampshire, a la edad de 84 años, después de sufrir una larga lucha contra el cáncer de mama.

## Selección de exposiciones comisariadas
- 1969: Claes Oldenburg, Museo de Arte Moderno (Nueva York, NY)[35]
- 1982: Joan Miró, Museo de Bellas artes,Houston (Houston, TX)[36]
- 1982-1983: Fernand Léger, Musée d'Arte Moderne de París (París); Museo de Bellas artes, Houston (Houston, TX); Musée Rath (Geneva)[37]
- 1983: Lee Krasner, Museo de Bellas artes, Houston (Houston, TX); Museo de Arte Moderno (Nueva York, NY)[38]

## Honores y premios
- 1967: Asociación de College Art of América (CAA), Frank Jewett Mather Premio distinción como crítica de arte[39]
- 1970: Asociación de College Art of América (CAA), Frank Jewett Mather Premio distinción como crítica de arte.[39]
- 1972: Nueva York, Front Page Award por su columna "Artists with convictions”[40]
- 1980: CINE premio de Golden Eagle por Lee Krasner: La Vista Larga[41]
- 2010: Orden de Isabel la Católica por el gobierno español por sus contribuciones a la historia del arte y cultura española[42]

## Selección de trabajos y publicaciones

### Selección de libros
- Rose, Barbara (1966). American Painting: The Twentieth Century. Geneva: Skira. OCLC 562069716.
- Rose, Barbara (1967). American Art Since 1900: A Critical History. New York: F.A. Praeger. ISBN 978-0-275-43900-2. OCLC 1014107611.[43][44]
- Rose, Barbara (1969). The Golden Age of Dutch Painting. New York: F.A. Praeger. ISBN 978-0-269-67123-4. OCLC 741875627.
- Rose, Barbara (1970). Claes Oldenburg. The Museum of Modern Art, New York. OCLC 605363873.[45]
- Experiments in Art and Technology (1972).  Klüver, Billy; Martin, Julie; Rose, eds. Pavilion. New York: E.P. Dutton. OCLC 864533.
- Reinhardt, Ad; Rose, Barbara (1975). Art As Art: The Selected Writings of Ad Reinhardt. Berkeley: University of California Press. ISBN 978-0-520-07670-9. OCLC 605712700.
- Miró, Joan; Rose, Barbara; MacCandless, Judith; MacMillan, Duncan (1982). Miró in America. Houston, TX: Museum of Fine Arts, Houston. OCLC 252002405.
- Fabre, Gladys C.; Briot, Marie-Odile; Rose, Barbara (1982). Léger et l'esprit moderne: une alternative d'avant-garde à l'art non-objectif, 1918-1931 = Léger and the modern spirit : an avant-grade alternative to non objective art, 1918-1931. Paris: Musée d'art moderne de la ville de Paris. OCLC 192111155.
- Rose, Barbara (1983). Lee Krasner: A Retrospective. Houston: Museum of Fine Arts. ISBN 978-0-870-70415-4. OCLC 10527746.[46]
- Rose, Barbara (1988). Autocritique: Essays on Art and Anti-Art, 1963-1987. New York: Weidenfeld & Nicolson. ISBN 978-1-555-84076-1. OCLC 958961360.

### Selección de publicaciones
- Rose, Barbara (October 1965). «ABC Art». Art in América
- Rose, Barbara (January 1966). «An Interview with Jack Youngerman». Artforum 4 (5).
- Rose, Barbara (November 1966). «Reinhardt».
- Rose, Barbara (October 1967). «Abstract Illusionism». Artforum 6 (2): 33-37.
- Rose, Barbara (24 de abril de 1972). «Artists with Convictions» (en inglés). pp. 60-61.
- Rose, Barbara (March 1985). «Caravaggio: The Triumph of Sensation».
- Rose, Barbara (March 1987). «A Monumental Vision».
- Abakanowicz, Magdalena; Jacob, Mary Jane (essay by); Rose, Barbara (forward by) (1990). Magdalena Abakanowicz. Chicago: Richard Gray Gallery. OCLC 213522113.
- Rose, Barbara (November 2002). «Barbara Rose on Larry Rivers». Artforum 41 (3).
- Rose, Barbara (September 2008). «Robert Rauschenberg». Artforum 47 (1).
- Rose, Barbara (14 de junio de 2013). «Carl Andre».
- Rose, Barbara (10 de marzo de 2014). «Christo».
- Rose, Barbara (8 de diciembre de 2015). «Claes Oldenburg».
- Rose, Barbara (22 de julio de 2016). «Dick Bellamy: The Man Hiding at the Center of Everything».
- Judd, Flavin (12 de noviembre de 2019). «Donald Judd and Frank Stella Debate Sculpture, Space, and the Art of A Stupid Idea».
- Rose, Barbara (6 de octubre de 2020). «Andrew Lyght: Second Nature».

### Otros trabajos
- Frankenthaler, Helen (July 1969). «Oral history interview with Helen Frankenthaler, 1968» (en inglés). Smithsonian Institution.
- Castelli, Leo (1968). «Oral history interview with Leo Castelli, 1969 July» (en inglés). Smithsonian Institution. Archivos del American Art de la Smithsonian Institution.

## Filmografía seleccionada
- 1972: Arte americano en el @1960s, escritora
- 1972: La Escuela de Nueva York, escritora
- 1977: North Star: Mark di Suvero, productor y escritor de la película documental acerca de Mark di Suvero producido por Rose y el cineasta François de Menil con una partitura musical que estuvo compuesta y grabada por Philip Glass
- 1988: Lee Krasner: La Vista Larga[47]

## Otras lecturas
- Harrison, Sylvia (27 de agosto de 2001). «Barbara Rose: Pop, Pragmatism, and 'Prophetic Pragmatism'». Pop Art and the Origins of Post-Modernism. Cambridge University Press. pp. 115–145. ISBN 978-0-521-79115-1. doi:10.1017/cbo9780511497681.006.